# Norrberget, Närpes
Norrberget är en klippa i Finland.   Den ligger i landskapet Österbotten, i den sydvästra delen av landet, 300 km nordväst om huvudstaden Helsingfors.
Terrängen runt Norrberget är mycket platt. Havet är nära Norrberget åt sydväst.  Närmaste större samhälle är Kristinestad, 4,9 km öster om Norrberget. 